# Phyllopodopsyllus berrieri
Phyllopodopsyllus berrieri is een eenoogkreeftjessoort uit de familie van de Tetragonicipitidae. De wetenschappelijke naam van de soort is voor het eerst geldig gepubliceerd in 1936 door Monard.